# Dochter van de diepzee
Daughter of the Deep (Nederlandse titel Dochter van de diepzee) is een fantasy-avonturenroman voor de jeugd van de Amerikaanse schrijver Rick Riordan met illustraties van Lavanya Naidu. Het boek werd op 5 oktober 2021 voor het eerst gepubliceerd door de Amerikaanse uitgever Disney-Hyperion en werd een New York Times-bestseller. 
In tegenstelling tot Riordans eerdere boeken die over mythologie gingen, is Dochter van de diepzee een retrofuturistische sciencefiction-roman die zich afspeelt in de wereld van Jules Vernes boeken Twintigduizend mijlen onder zee en Het geheimzinnige eiland. In het boek komen machines, gereedschappen en instellingen voor die eerder zijn beschreven in Vernes boeken, en personages die afstammelingen zijn van Vernes personages. Het combineert oude en toekomstige technologieën en versmelt elementen van steampunk en kunstmatige intelligentie. Het boek heeft als hoofdthema's de rivaliteit tussen broers en zussen en het herstel en vernieuwing van verloren gegane technologieën. Nemo's onderzeeër De Nautilus – nu onder de controle van zijn nakomelingen – wordt bijvoorbeeld beschreven als vorm van kunstmatige intelligentie en is in staat om via hoge snelheid met supercavitatie te reizen.
Het boek volgt Ana Dakkar, een leerlinge aan de fictieve Harding-Pencroft Academie, die in het verhaal vijftien jaar wordt. Ze hoort dat haar klas aan het einde van haar eerste jaar een uiterst geheime weekendproef op zee zal doen. 

## Verhaal
Ana Dakkar, de hoofdpersoon en verteller van de roman, is een leerlinge aan de Harding-Pencroft Academie, een fictieve vijfjarige kostschool voor mariene wetenschappen, gelegen op een afgelegen klif aan de kust van Zuid-Californië.
Het boek begint net voor het einde van Ana's eerste jaar aan de Harding-Pencroft Academie. Ze gaat zwemmen in de buurt van de campus, samen met haar oudere broer Dev, een 17-jarige vierdejaars. Dev heeft haar de parelketting van hun moeder gegeven als een vroeg cadeau voor haar aankomende vijftiende verjaardag. Ana en de negentien andere eersteklassers in Harding-Pencroft gaan dan naar de haven van de nabijgelegen fictieve stad San Alejandro voor hun eindejaarsproeven aan boord van het schooljacht De Varuna (genoemd naar Varuna, de hindoegod van de zee). Deze proeven zullen hun toekomst op de school bepalen en worden begeleid door Theodosius Hewett, hun bejaarde leraar Theoretische Oceanologie.
Kort nadat ze de campus hebben verlaten, zien Ana en haar klasgenoten echter dat een onderzeeër torpedo's afvuurt op de voet van de klif waarop hun school staat, waarna de gebouwen in de oceaan storten. Nadat Hewett drones lanceert om de ravage te onderzoeken, gebiedt hij de eerstejaars terug naar de bus te gaan. Vervolgens stuurt hij ze naar De Varuna  de zee op. Hij vertelt hen dat de aanslag het werk is van een rivaliserende school, Land Instituut, en dat het voor hun eigen veiligheid beter is als de wereld denkt dat ze dood zijn. Hij geeft een van de jongens, Gemini Twain, opdracht om op te treden als Ana's lijfwacht. Hewett en de studenten moeten dan vechten tegen een commando-aanval op zee door hogerejaars van het Land Instituut die Ana proberen te ontvoeren; de ontvoering wordt verijdeld met de hulp van een vriendelijke tuimelaar genaamd Socrates, die haar potentiële ontvoerder, Caleb South, uit het water slaat. Tijdens zijn ondervraging geeft Caleb trots toe dat hij en zijn klasgenoten Harding-Pencroft hebben vernietigd en zegt dat ze de erfenis van een bandiet en zelfzuchtig hamsterende technologie beschermden die de wereld enorm ten goede zou kunnen komen.
Hewett legt Ana en haar klasgenoten uit dat Jules Vernes romans Twintigduizend mijlen onder zee en Het geheimzinnige eiland eigenlijk enigszins gefictionaliseerde verslagen zijn van echte gebeurtenissen, gebaseerd op interviews die Verne hield met echte mensen die bij deze gebeurtenissen betrokken waren, en dat Ana afstamt van kapitein Nemo (prins Dakkar van Bundelind). Hewett vertelt hen dat Nemo een genie was die technologie ontwikkelde die zijn tijd ver vooruit was en dat de Harding-Pencroft Academie en Land Instituut sindsdien strijden om deze technologie, en hun rivaliteit is nu uitgebroken in daadwerkelijke oorlogvoering. In Nemo's onderzeeër De Nautilus voerde hij een guerrillaoorlog tegen de koloniale machten van de vroegere 18e eeuw, op zoek naar hun vernietiging als wraak voor de moord op zijn vrouw en oudste zoon door de Britten na zijn deelname aan de Indiase opstand van 1857 tegen de Britse overheersing.
Nadat Pierre Aronnax, Ned Land en Aronnax' bediende Conseil aan kapitein Nemo waren ontsnapt, richtten ze Land Instituut op in een poging de wereldorde van Nemo te redden door zijn uitvindingen en technologie te verwerven of te dupliceren. Cyrus Harding en Bonaventure Pencroft, wiens ontmoeting met Nemo werd beschreven in Het geheimzinnige eiland, vertelden hun verhaal aan Verne in een poging het imago van Nemo te veranderen en zijn nalatenschap te beschermen, en richtten de Harding-Pencroft Academie op in overeenstemming met Nemo's laatste wens – dat zijn uitvindingen niet worden misbruikt voor hebzucht en macht door de regeringen en bedrijven van de wereld of door Land Instituut.
De eerstejaarsproeven waren bedoeld om de eersteklassers kennis te laten maken met Nemo's technologie, maar Hewett vindt dat hij ze onder de gegeven omstandigheden nu alles moet vertellen. Ana's vriend en klasgenoot Ester Harding, een wees die de vierde achterkleindochter van Cyrus Harding is, had de informatie maanden eerder gekregen, maar was tot geheimhouding verplicht door de raad van toezicht van de Harding-Pencroft Academie, op straffe van onterving. Lang voor de ontwikkeling van de moderne genetische wetenschap had kapitein Nemo geleerd hoe hij zijn grootste uitvindingen biometrisch kon koppelen aan zijn eigen DNA, zodat ze alleen door hemzelf of zijn directe afstammelingen zouden kunnen worden uitgevoerd, wat betekent dat alleen Ana, de vierde kleindochter en (naar men aanneemt) de laatst overgebleven directe afstammeling, mogen ze nu bedienen.
Buiten het medeweten van de studenten, lijdt Hewett aan vergevorderde alvleesklierkanker en wordt hij op de ochtend van hun tweede dag op zee in coma aangetroffen in zijn hut. Ana neemt het bevel over De Varuna en gebruikt een van Nemo's uitvindingen om hun bestemming te bepalen, een afgelegen, onbekend atol in de Stille Oceaan genaamd Fort Lincoln, waar Cyrus Harding, Bonaventure Pencroft en hun metgezellen waren gestrand en waar kapitein Nemo stierf aan boord van De Nautilus. Onderweg leren ze uit gegevens die zijn gehaald uit de drones die Hewett lanceerde na de vernietiging van de school dat Dev een waarschuwing had uitgezonden via zijn omroepsysteem om te evacueren. Om Fort Lincoln te naderen, dat zwaar wordt verdedigd en verborgen voor detectie door een verhulapparaat, moeten ze een code ontcijferen die door het personeel van Fort Lincoln naar hen is verzonden en een vergelijkbaar gecodeerd bericht terugsturen.
Bij hun aankomst op Fort Lincoln worden ze begroet door de verzorgers van het eiland: een echtpaar genaamd Luca Barsanti (die afstamt van de Italiaanse uitvinder Eugenio Barsanti) en zijn vrouw Ophelia Artemesia, en Jupiter, een orang-oetan die heeft leren koken door te kijken naar The Great British Bake Off (en best goed, ontdekken de studenten). Hewett wordt behandeld met de medische technologie van kapitein Nemo. Luca en Ophelia laten de studenten kennismaken met De Nautilus, die, afgezien van wat relatief kleine interne waterschade, bijna intact is, na ongeveer 150 jaar sluimerend op de bodem van een nabijgelegen lagune te hebben gezeten nadat kapitein Nemo stierf in de commandostoel. Ana ontdekt dat De Nautilus een exemplaar van kunstmatige intelligentie is dat zo geavanceerd is dat het een bewustzijn heeft, en dat Ana's ouders, die stierven kort voordat ze naar de achtste klas ging, De Nautilus ontdekten en werden geëlektrocuteerd in een overhaaste poging om aan boord te gaan. Ana gaat met succes aan boord van De Nautilus zonder incidenten door zichzelf voor te stellen en om toestemming te vragen om aan boord te komen, sprekend in haar en Kapitein Nemo's voorouderlijke taal van Bundeli. Ze wekt vervolgens de geavanceerde functies van het schip door een pijporgel te bespelen dat kapitein Nemo op de brug had geïnstalleerd.
De verkenning van De Nautilus door Ana en haar klasgenoten wordt echter plotseling onderbroken door de ontdekking dat de senioren van Land Instituut die hun school hebben aangevallen, hen zijn gevolgd naar Fort Lincoln in hun onderzeeër De Aronnax, en er ontstaat een gevecht. Tijdens het gevecht ontdekken Ana en de anderen tot hun afgrijzen dat haar broer Dev een verrader is geworden en samenwerkt met Land Instituut, en het bevel voert over De Aronnax, van waaruit hij de waarschuwing had uitgezonden om te evacueren nadat de verdediging van de Harding-Pencroft-Academie was gehackt en neergehaald. Ana ontdekt dat Dev een volgapparaat heeft verstopt in de ketting die hij haar heeft gegeven en vernietigt deze onmiddellijk, waarna ze de geavanceerde voortstuwingssystemen van De Nautilus gebruikt om te vluchten. Twee uur later bevinden ze zich in de westelijke Stille Oceaan, ongeveer 400 mijl ten oosten van Davao City, Filipijnen, in de buurt van de Palau Trench ten westen van Koror City, Palau. Daar, terwijl ze reparaties uitvoeren aan De Nautilus, ontmoeten ze een gigantische octopus die de bemanning Romeo noemt; Ana raakt bevriend met hem met de hulp van een keytaar en kunstmatige intelligentie van De Nautilus. Ze haasten zich terug naar Lincoln Island, waar een gevecht met De Aronnax onmiddellijk volgt. De strijd eindigt met De Aronnax in stukken gebroken door de gigantische octopus en zijn bemanning die uit de oceaan is geplukt en opgesloten in geïmproviseerde gevangeniscellen, en een vechtpartij tussen Ana en Dev die eindigt met haar hem bewusteloos slaan door hem met rubberen kogels te schieten.
De roman eindigt met de eersteklassers van Harding-Pencroft, Luca en Ophelia, en een herstellende Hewett die zweert de school te herbouwen. Ana neemt Dev, die werd klaargestoomd om de faciliteit over te nemen maar nu praktisch alles heeft verbeurd, mee naar de laatste rustplaats van hun ouders in de lagune bij De Nautilus.

## Karakters
Dolfijnen, Haaien, Cephalopoden en Orka's zijn de afdelingen van Harding-Pencroft.

### Dolfijnen
- Ana Dakkar (mentor)
- Virgil Esparza
- Jack Wu
- Lee-Ann Best
- Halimah Nasser

### Haaien
- Gemini Twain (mentor)
- Dev Dakkar
- Dru Cardenas
- Cooper Donne
- Kiya Jensen
- Eloise McManus

### Cephalopoden
- Tia Romero (mentor)
- Nelinha da Silva
- Kay Ramsay
- Robbie Barr
- Meadow Newman

### Orka's
- Franklin Couch (mentor)
- Ester Harding
- Brigid Salter
- Linzi Huang
- Rhys Morrow

### Overige
- Theodosius Hewett
- Caleb South
- Kapitein Nemo/prins Dakkar (genoemd)

### Fort Lincoln
- Jupiter (monkey + chef)
- Luca Barsanti
- Opelia

## Ontvangst
Daughter of the Deep is een bestseller van de The New York Times en IndieBound. In 2021 ontving het boek de Goodreads Choice Award for Middle Grade & Children's books. Het boek kreeg een sterrenrecensie van Kirkus Reviews en een gemengde recensie van School Library Journal.

## Vertalingen
Het boek werd onder de titel Dochter van de diepzee in het Nederlands uitgegeven door uitgeverij Van Goor. De vertaling was van Marce Noordenbos.

## Verfilming
Volgens Riordan was Daughter of the Deep zo geschreven dat het verfilmd kon worden. Begin april 2022 liet Riordan weten dat de filmrechten waren verkocht.

## Trivia
- De Harding-Pencroft Academie wordt vaak aangeduid als HP en Land Instituut als LI.